# Saint George sogn (Saint Vincent og Grenadinerne)
Saint George sogn er et af seks sogne på Saint Vincent og Grenadinerne.
13°09′35″N 61°13′31″V / 13.15972°N 61.22528°V